# Sopřečský rybník
Sopřečský rybník o rozloze 86 ha se nalézá asi 1 km jihovýchodně od obce Sopřeč v okrese Pardubice.
Rybník byl vybudován v 16. století jako součást soustavy Pernštejnských rybníků napájených vodou z Opatovického kanálu konkrétně jeho odbočkou Sopřečský kanál. V současnosti je využíván pro chov ryb.
Kolem rybníka vede cyklotrasa č. 4272, přístupný je rovněž půlkilometrovou odbočkou ze žlutě značené turistické trasy, zvané Výrovský okruh. Sopřečský rybník byl v minulosti i významnou botanickou lokalitou (vyskytovala se zde např. plavuňka zaplavovaná, vstavač kukačka, prstnatec pleťový, prstnatec májový, bradáček vejčitý, rosnatka okrouhlolistá aj). Tato botanická lokalita byla však byla necitlivými vodohospodářskými úpravami zničena a Sopřečský rybník je v současnosti ceněn je nyní zejména jako ornitologická lokalita – výskyt vodního ptactva, významné tahové shromaždiště husí a kachen, hnízdí zde labuť velká, objevují se volavky popelavé, volavky bílé a kormoráni.

## Galerie

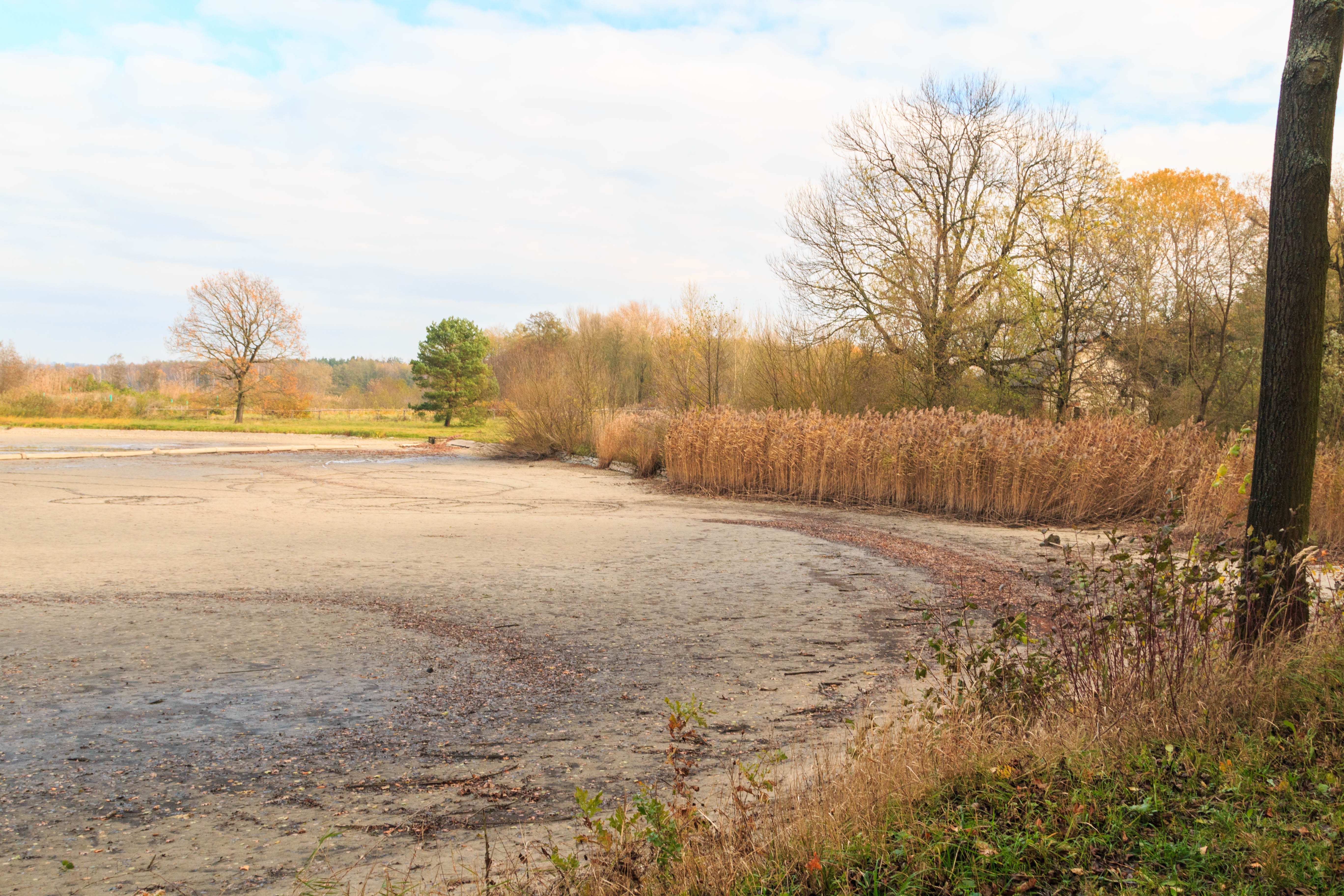
Sopřečský rybník
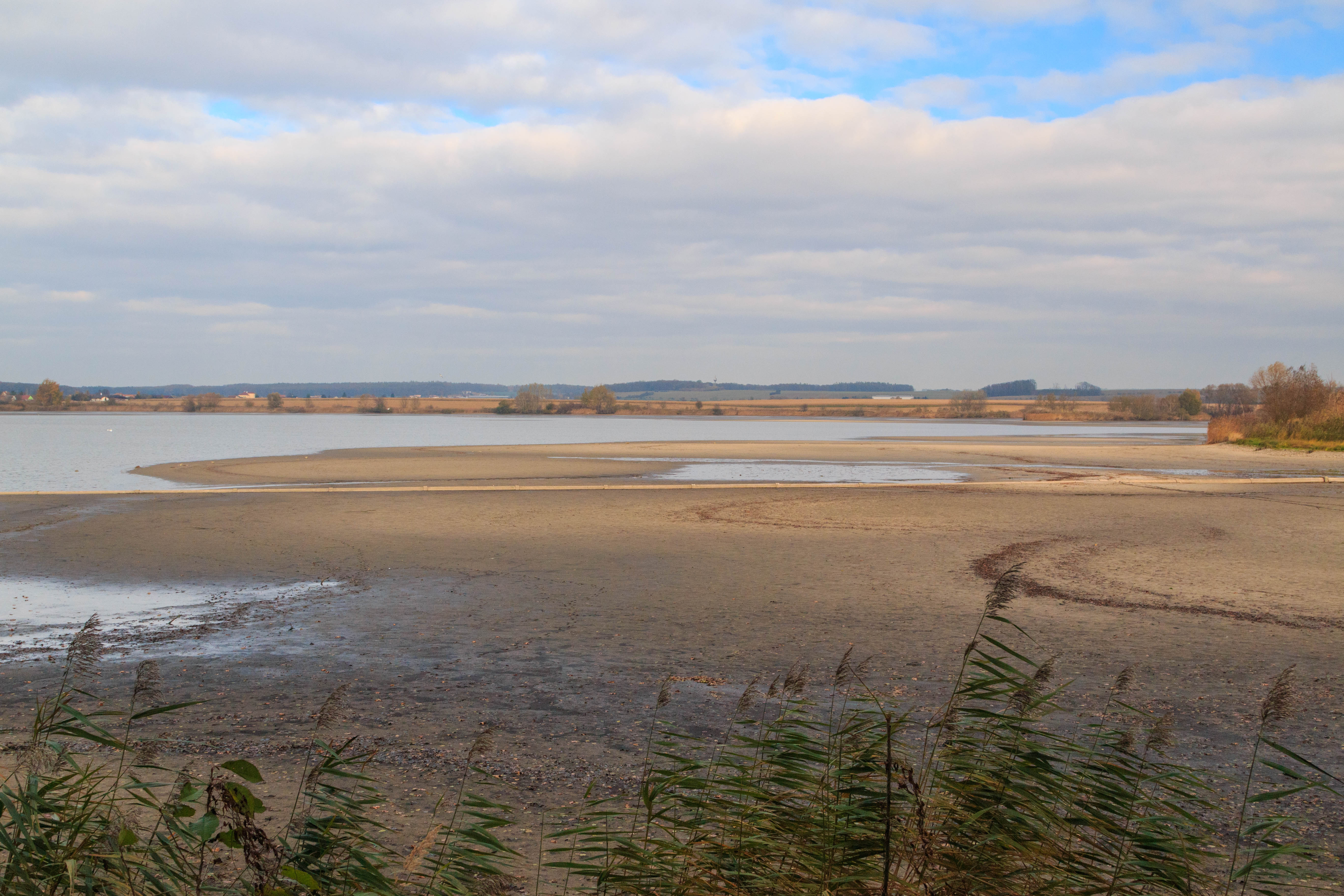
Sopřečský rybník
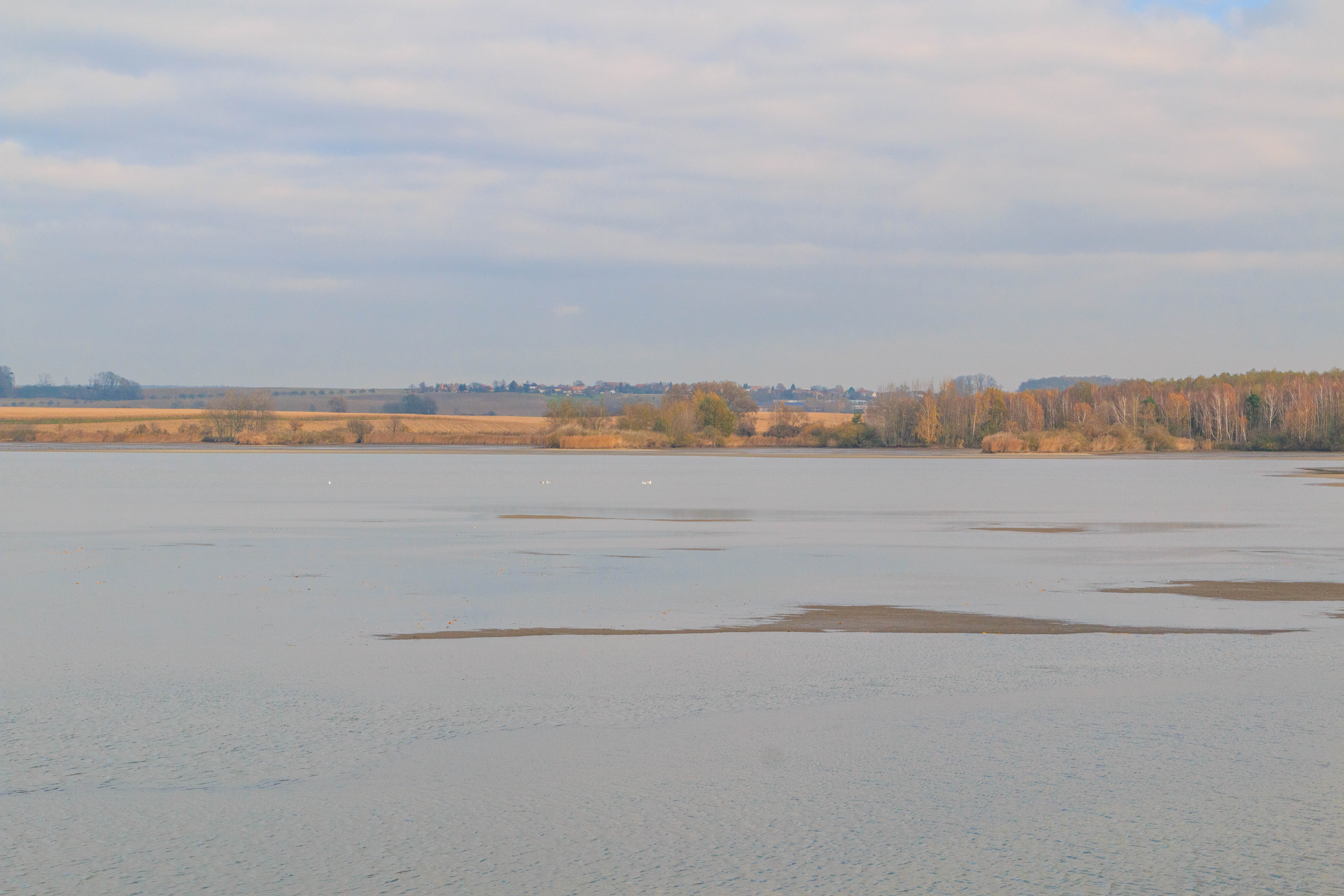
Sopřečský rybník
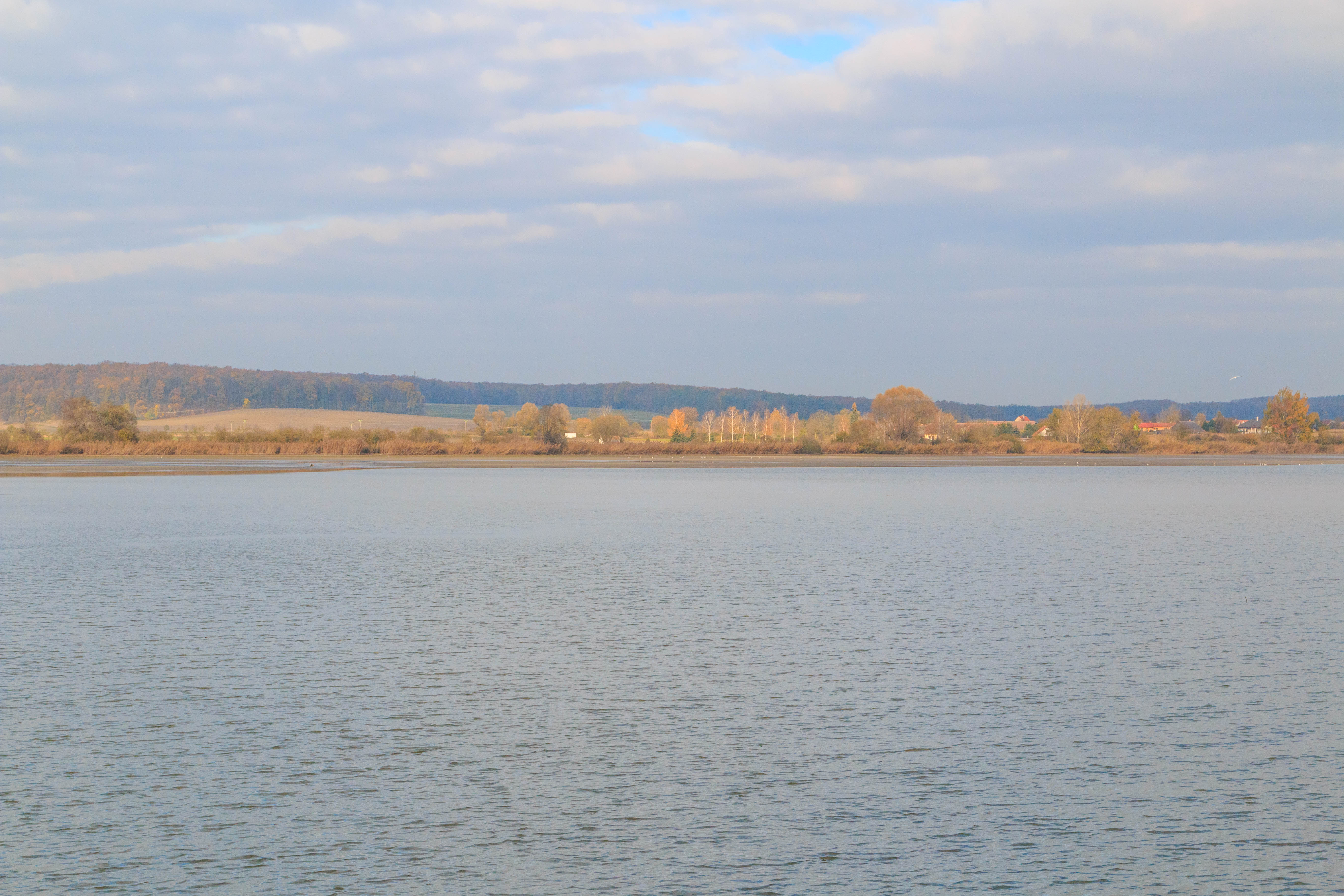
Sopřečský rybník